# Доброва-при-Прихові
Доброва-при-Прихові (словен. Dobrova pri Prihovi) — поселення в общині Оплотниця, Подравський регіон‎, Словенія.